# Ferdinand (film)
Ferdinand er en amerikansk 3D-animeret film produceret af Blue Sky Studios og 20th Century Fox Animation. Filmen er instrueret af Carlos Saldanha og medvirkede i stemmerne fra John Cena, Kate McKinnon, David Tennant, Anthony Anderson, Gabriel Iglesias, Boris Kodjoe, Miguel Ángel Silvestre, Raúl Esparza, Jerrod Carmichael, Gina Rodríguez, Daveed Diggs, Bobby Cannavale, Sally Phillips, Flula Borg og Karla Martínez.